# Artur Dalaloyán
Artur Dalaloyán (Tiraspol, Moldavia, 26 de abril de 1996) es un gimnasta artístico nacido moldavo nacionalizado ruso, campeón del mundo en la competición general individual en 2018.

## Carrera deportiva
En el Mundial de 2018 celebrado en Doha consiguió cinco medallas: oro en la general individual y en suelo, plata en equipo —tras China y por delante de Japón— y en salto —tras el norcoreano Ri Se-Gwang—, y bronce en paralelas, tras el chino Zou Jingyuan (oro) y el ucraniano Oleh Verniayev (plata).